# Aeroporto Internacional de Atenas
O Aeroporto Internacional de Atenas (em grego:  Διεθνής Αερολιμένας Αθηνών, Diethnís Aeroliménas Athinón), também conhecido como "Elefthérios Venizélos", (em grego:  Ελευθέριος Βενιζέλος) (IATA: ATH, ICAO: LGAV), é o principal aeroporto que serve a cidade de Atenas e a região da Ática, na Grécia. Iniciou suas operações em 28 de março de 2001.
O aeroporto é o principal hub e base da Olympic Airlines, companhia aérea pública da Grécia, bem como da Aegean Airlines.
Foi criado para substituir o Aeroporto Internacional de Ellinikon. O aeroporto está localizado entre as cidades de Markopoulo, Koropi, Spata e Loutsa, cerca de 20 km à leste do centro de Atenas.
Atualmente o aeroporto opera com dois terminais: o terminal principal e um terminal satélite.
Ele é um dos aeroportos que receberam a aprovação da Agência Europeia para a Segurança da Aviação e da Federal Aviation Administration para receber pousos do maior avião de passageiros da atualidade, o Airbus A380.
Também é considerado um dos 25 mais movimentos aeroportos da Europa.